# Vesmír (Hvězdná brána: Hluboký vesmír)
Vesmír (v anglickém originále Space) je jedenáctá epizoda 1. řady americko-kanadského sci-fi seriálu Hvězdná brána: Hluboký vesmír.

## Děj
Poručík Tamara Johansenová nabízí plukovníku Youngovi rozhovor o nedávných ztrátách v posádce včetně ztráty Dr. Nicolase Rushe, protože se domnívá, že by to mohlo ovlivňovat jeho rozhodování. Young odmítá a tvrdí, že je v pořádku.
Plukovník Young se chystá podat hlášení na Zemi. Camile Wrayová si myslí, že se ztrátou Dr. Rushe to nebylo tak, jak se pokusil Young vysvětlit posádce a je připravena podat o tom hlášení IOA. Po použití komunikačního zařízení se Youngovo vědomí přenese do těla cizince a cizinec přenesený do Youngova těla napadne poručíka Scotta. Dr. Robert Caine, který je napadení Scotta přítomen, vypne komunikační zařízení a Young se vrací do svého těla. Young ihned zakazuje používání komunikačního zařízení.
Young odchází do své kajuty. Wrayová jde za ním a požaduje vysvětlení, proč zakázal použití komunikace se Zemí. Wrayová podezřívá Younga, že důvodem zákazu je to, že ona chce na Zemi ohlásit svá podezření ohledně ztráty Dr. Rushe. Young její podezření odmítá a posílá Wrayovou pryč.
Zanedlouho Destiny vystupuje z FTL a posádka vytáčí bránu na blízkou planetu. Najednou se objeví mimozemská loď. Během útoku na Destiny cizinci vyříznou do trupu otvor a unesou Chloe Armstrongovou. Plukovník Young použije komunikační kameny, aby se dostal na palubu cizí lodí a zachránil Chloe. Je však šokován, když na palubě cizí lodi nalezne Dr. Rushe. Když Young Dr. Rushe osvobodí, ten před sebou vidí cizince a netuší, že v jeho těle je Young. Dr. Rush ukáže na dvě zařízení, která umožňují mentální spojení. Když je Young aktivuje, zhroutí se v bolestech a vrací se do svého těla. Dr. Rush cizince zabije a zabrání tak Youngovi, aby se vrátil do cizincova těla. Poté Dr. Rush snadno najde Chloe a snaží se uniknout z lodi. Mezitím chce Scott pomocí raketoplánu zachránit Chloe, ale cizí loď vstoupí do FTL.
Zanedlouho přistává jedna z cizích stíhaček na Destiny. Greer a Scott běží k místu přistání. Jsou šokováni, když do chodby seskočí Chloe a Dr. Rush.
Dr. Rush se setkává s Youngem ve jeho kajutě. Oba přiznávají svá předchozí pochybení a souhlasí, že v zájmu posádky odloží své spory stranou.
Dr. Rush se setkává s Wrayovou v hydroponii. Oba se shodují na tom, že plukovník Young je nebezpečný. Dr. Rush zdůrazňuje, že byl Youngem málem zabit. Wrayová Dr. Rushe ujišťuje, že se to již nebude opakovat.